# Del mio meglio n. 2
Del mio meglio n. 2 — сборник итальянской певицы Мины, выпущенный в 1973 году на лейбле PDU.

## Об альбоме
На альбоме содержатся уже ранее изданные на студийных альбомах песни, за исключением «Uomo», «Eccomi» и «La mente torna», которые были изданы только отдельными синглами.
Оформлением альбома вновь занимались Лучано Талларини и Джанни Ронко, как и на прошлом сборнике серии здесь конверт раскрывается в виде греческого креста, внутри представлены три обработанных подобно обложке фотографии певицы.
Компиляция была издана в Италии в апреле 1973 года, она занял четвёртое место в альбомом хт-параде. Также выход альбома состоялся в Израиле (под названием The Best Of Mina) и Бразилии (под названием Parole Parole). В 2001 году был переиздан ремастеринговый вариант пластинки.

## Список композиций
| №  | Название                                    | Автор(ы)                                     | Длительность |
| -- | ------------------------------------------- | -------------------------------------------- | ------------ |
| 1. | «Ballata d’autunno»                         | Паоло Лимити, Жуан Мануэль Серрат            | 5:40         |
| 2. | «Parole parole» (совместно с Альберто Лупо) | Лео Кьоссо, Джанкарло Дель Ре, Джанни Феррио | 3:55         |
| 3. | «Uomo»                                      | Луиджи Альбертелли, Энрико Риккарди          | 3:55         |
| 4. | «Fate piano»                                | Андреа Ло Веккьо, Шел Шапиро                 | 3:50         |
| 5. | «Grande, grande, grande»                    | Альберто Теста, Тони Ренис                   | 3:57         |
| 6. | «Eccomi»                                    | Дарио Балдан Бембо, Паоло Лимити             | 3:30         |

| №                   | Название                               | Автор(ы)                                         | Длительность |
| ------------------- | -------------------------------------- | ------------------------------------------------ | ------------ |
| 1.                  | «Someday (You’ll Want Me to Want You)» | Джимми Ходжес                                    | 6:57         |
| 2.                  | «Vorrei averti nonostante tutto»       | Альберто Теста, Вирджинио Капитини, Данило Воана | 4:36         |
| 3.                  | «Fiume azzurro»                        | Луиджи Альбертелли, Энрико Риккарди              | 3:58         |
| 4.                  | «Amor mio»                             | Могол, Лучо Баттисти                             | 4:46         |
| 5.                  | «La mente torna»                       | Могол, Лучо Баттисти                             | 4:26         |
| Общая длительность: | Общая длительность:                    | Общая длительность:                              | 49:30        |

## Чарты
| Чарт (1973)              | Высшая позиция |
| ------------------------ | -------------- |
| Италия (Musica e dischi) | 4              |

| Чарт (1973)              | Позиция |
| ------------------------ | ------- |
| Италия (Musica e dischi) | 20      |